# Lakatos Rita
Lakatos Rita (Dunaszerdahely, 1999. július 6. –) szlovákiai születésű magyar junior világbajnok magyar válogatott kézilabdázó, irányító, a német élvonalban szereplő BSV Sachsen Zwickau játékosa.

## Sportpályafutása

### Klubcsapatban
Tanulmányait szülővárosában a Szabó Gyula Alapiskolában végezte és itt kezdett kézilabdázni is. A 2016–2017-es idényt a Mosonmagyaróvári KC csapatánál töltötte kölcsönben. 2017 márciusában ötéves szerződéshosszabbítást írt alá a Győrrel. A 2017–2018-as idényt megelőzően a GVM Europe-Váchoz került kölcsönbe. A szezon során 22 bajnokin 71 gólt lőtt az élvonalban. 2018 májusában hivatalossá vált, hogy a következő két idényt a norvég Byåsen HE csapatánál tölti kölcsönben. Mindössze négy hónapnyi Norvégiában eltöltött időt követően a Győr visszarendelte Lakatost, majd a Kuczora Csenge sérülése miatt irányítót kereső egykori klubjának, a Vácnak adta kölcsön.
Három szezont töltött a csapatnál, ahol alapemberré vált, bemutatkozhatott a nemzetközi kupaporondon és meghívót kapott a felnőtt válogatottba is. 2021 februárjában a Vác hivatalos közleményben jelezte, hogy Lakatos a 2021-2022-es idénytől a Siófok KC színeiben folytatja pályafutását. Két szezont töltött a Balaton-parti együttesnél, majd az anyagi nehézségek miatt meghatározó játékosainak többségét elvesztő klubtól a német élvonalban szereplő BSV Sachsen Zwickau csapatához igazolt.
2025 áprilisában bejelentette, hogy tartós vállproblémái miatt a szezon végén befejezi a játékos pályafutását.

### A válogatottban
Ő volt a magyar válogatott csapatkapitánya a hazai rendezésű 2018-as junior női kézilabda-világbajnokságon, amelyen a magyar válogatott csapatával aranyérmet szerzett. A 2018-as Európa-bajnokságra készülő felnőtt válogatott utolsó felkészülési mérkőzéseinek egyikén Klivinyi Kinga sérülést szenvedett, ami miatt kikerült a keretből. Kim Rasmussen szövetségi kapitány Klivinyi helyére néhány nappal az Európa-bajnokság kezdete előtt Lakatos Ritát és Szalai Babettet hívta be, végül mindketten tagjai lettek az Európa-bajnokságon résztvevő csapatnak. A tornán a hollandok elleni első csoportmérkőzésen közel tíz perc játéklehetőséget kapott, azonban a spanyolok elleni harmadik találkozó előtt Rasmussen Szabó Laurát hívta be a keretbe, majd a középdöntők előtt újra nevezte Lakatost is, ezúttal Szalai helyére. Részt vett a 2020-as Európa-bajnokságon is. A középdöntő második mérkőzésén a csapat egyik legjobbjaként öt gólt lőtt a románok elleni 26–24-es győzelem során.

## Sikerei, díjai
- Magyar bajnokság:
  -  Arany: 2015–16
- Magyar Kupa:
  -  Arany: 2015–16
- Bajnokok Ligája:
  -  Ezüst: 2015–16
- Junior világbajnokság: 
  -  Arany: 2018
- U17-es Európa-bajnokság: 
  -  Bronz: 2015